# دروغ (فیلم ۱۹۱۸)

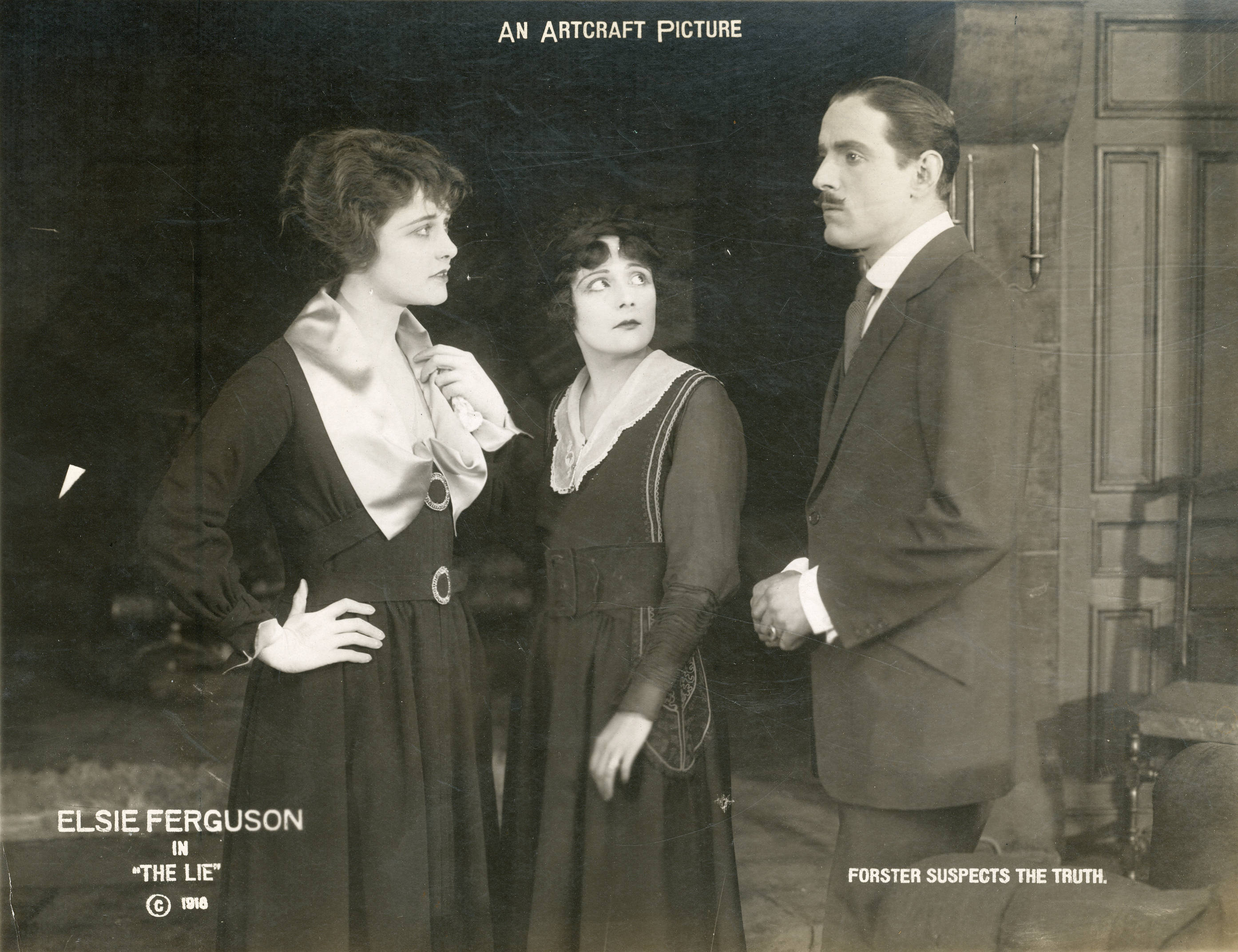
سکانسی از فیلم «دروغ»

دروغ (انگلیسی: The Lie) فیلمی است که در سال ۱۹۱۸ منتشر شد. از بازیگران آن می‌توان به السی فرگوسن و چارلز ساتن اشاره کرد.